# Psychonauts
Psychonauts è un videogioco a piattaforme sviluppato da Double Fine Productions e pubblicato nel 2005 da Majesco Entertainment per Microsoft Windows e Xbox. Il gioco è stato successivamente convertito per PlayStation 2 da Budcat Creations e distribuito per macOS e Linux.
È il primo titolo realizzato da Double Fine Productions, azienda fondata da Tim Schafer, autore di videogiochi per LucasArts. Nonostante il parziale insuccesso per quanto riguarda le vendite, il gioco ha riscosso parecchio successo tra i critici, ottenendo dei riconoscimenti per la direzione artistica e per la sceneggiatura.
Nel 2017 è stato pubblicato lo spin-off Psychonauts: In the Rhombus of Ruin per PlayStation VR. Il seguito del gioco, Psychonauts 2, è stato distribuito il 25 agosto 2021.

## Ambientazione
La storia è ambientata nel 1982 nell’immaginario Whispering Rock Psychic Summer Camp, una struttura di addestramento del governo degli Stati Uniti sotto le spoglie di un campo estivo per bambini. Secoli fa l'area fu colpita da una meteora fatta di psitanio (un elemento immaginario che può garantire poteri psichici o rafforzare poteri già esistenti), creando un enorme cratere. Lo psitanio ha colpito la fauna locale, conferendo loro poteri psichici limitati, come agli orsi ha conferito la capacità di attaccare con artigli telecinetici, ai puma la pirocinesi e ai ratti dei gas di confusione. I nativi americani della zona chiamavano lo psitanio “roccia sussurrante" e lo usavano per costruire punte di freccia. Quando i coloni iniziarono ad abitare la regione, costruendovi la città di Shaky Claim, le proprietà psicoattive della meteora li fecero lentamente impazzire. Un manicomio chiamato Thorney Towers Home for the Disturbed fu costruito per ospitare gli afflitti, ma nel giro di quindici anni il manicomio ebbe più residenti della città e il fondatore Houston Thorney finì per suicidarsi gettandosi dalla torre dello stesso edificio. Il governo trasferì gli abitanti rimasti e allagò il cratere per impedire ulteriori insediamenti, creando quello che oggi è il Lago Oblongata. Il manicomio è ancora in piedi, ma è caduto in rovina.
Il governo approfittò del deposito di psitanio per allestire un campo di addestramento per Psiconauti, un gruppo di agenti segreti internazionali dotati di abilità psichiche che combattono la criminalità in ogni parte del mondo, sfruttando le proprie abilità e viaggiando letteralmente all'interno della mente delle persone. Il campo di addestramento è mascherato da campo estivo per bambini, ed è concepito per aiutare questi ad affinare le proprie capacità e ad addestrarli a diventare loro stessi Psiconauti. Per questo motivo, solo quelli reclutati dagli Psiconauti possono entrare nel campo.

## Trama
Stati Uniti d'America, 1982. Razputin Aquato, detto "Raz", fugge dal circo dove vive con la sua famiglia per andare, contro la volontà del padre Augustus, al Whispering Rock Psychic Summer Camp, un campo di addestramento per giovani psichici. Il ragazzo è infatti dotato di notevoli abilità psichiche latenti, che il padre cerca di scoraggiare spingendolo a dedicarsi al suo lavoro di acrobata, e sogna di diventare uno Psiconauta. Intrufolatosi nel campo, ma immediatamente scoperto dagli agenti addetti, gli viene permesso di rimanere soltanto per qualche giorno ed è impossibilitato dal seguire le attività regolari, poiché sprovvisto di autorizzazione da parte dei genitori: Raz decide quindi di sfruttare il poco tempo che gli rimane al campo per ottenere tutte le Medaglie al Merito e diventare uno Psiconauta. Sasha Nein, uno degli Psiconauti addetti al campo, rimane colpito dalle potenzialità del ragazzo e desidera aiutarlo a sbloccare il suo potenziale, mentre il coach/allenatore Morceau Oleander dichiara di avere "grandi piani" per lui.
La mattina seguente a Raz è permesso di partecipare al corso "Basic Braining" di Oleander, ambientato nella mente del coach stesso, che supera facilmente. Impressionato, l'agente Nein invita Raz a prendere parte a un esperimento per determinare la portata delle sue capacità tramite il "Brain Tumbler", una macchina che gli permette di esplorare la sua stessa psiche. Durante l'esperimento, in cui Raz assiste a varie stranezze che non riflettono il suo stato mentale, il ragazzo ha una visione del dottor Caligosto Loboto, un bizzarro e completamente pazzo ex-dentista, che estrae il cervello del suo compagno di campo Dogen: tuttavia, poiché non addestrato abbastanza, non è in grado di intervenire. Una volta tornato al campo Raz trova Dogen senza cervello, rendendosi conto che la visione era vera, ma sia gli addetti che i suoi compagni si dimostrano scettici al riguardo e si rifiutano di credergli: l'unica che crede alle sue parole è Lili, una ragazza annoiata dalla monotonia del campo con una malcelata cotta per Raz, che si offre di aiutarlo a indagare sugli avvenimenti dopo aver avuto delle visioni di Loboto durante il sonno.
Dopo aver ricevuto ulteriore addestramento dall'agente Milla Vodello, Raz torna all'interno della sua mente e scopre che il dottor Loboto sta lavorando per conto del coach Oleander, che intende rubare i cervelli dei campeggiatori per alimentare un esercito di carri armati psichici e conquistare il mondo. Uscito dalla sua psiche, che si scopre essere stata contaminata dalla mente di Oleander, si rende conto ben presto che tutti i suoi compagni, agenti Nein e Vodello inclusi, sono scomparsi. Anche Lili, con cui si incontra vicino al lago per discutere la situazione, viene rapita dal Pesce Polmonato, un enorme mostro anfibio diventato una leggenda nel campo. L'unico rimasto a poter aiutare Raz è l'agente Ford Cruller, un leggendario Psiconauta caduto in rovina dopo che, a causa di un duello psichico, la sua mente è stata scissa in numerose personalità multiple che svolgono i lavori più disparati nel campo, ed in grado di mantenere la sua sanità mentale solo nel suo santuario nel cuore del campo, a diretto contatto con il meteorite di psitanio che colpì la zona secoli prima. Questi gli dà un pezzo di pancetta che può usare per contattarlo in qualsiasi momento e lo incarica di recuperare i cervelli rubati per salvare i campeggiatori.
Inseguendo il Pesce Polmonato fino in fondo al lago, Raz scopre che il mostro, battezzato "Linda", è in realtà sotto controllo mentale di Oleander ed è stata incaricata da lui di rapire i bambini. Lei, come ringraziamento per essere stata salvata, porta Raz sano e salvo attraverso il lago fino al Thorney Towers Home for the Disturbed, un manicomio dove è stata portata Lili. Al manicomio, Raz aiuta i detenuti a superare i loro traumi e questi lo aiutano ad accedere ai livelli superiori dell'edificio, dove Loboto ha allestito il suo laboratorio. Qui entra a contatto con Sheegor, l'assistente di laboratorio di Loboto, e grazie al suo aiuto riesce a sbarazzarsi del dentista e a ripristinare le menti di Sasha e Milla, anche loro catturati dal Coach.
Liberata Lili, i due Psiconauti portano Raz e la ragazza in salvo e si preparano ad affrontare Oleander, raggiunti in seguito da un rinsavito Ford. I detenuti nel frattempo lasciano il manicomio, ormai non più del tutto pazzi, e inavvertitamente danno fuoco all'edificio, permettendo al coach di trasferire il suo cervello in un carro armato gigante nella confusione. Raz lo sconfigge, ma quando si avvicina al carro armato questo rilascia una nuvola di polvere per starnuti (polvere usata da Loboto per estrarre i cervelli dei bambini), facendogli starnutire il cervello. Raz usa la sua telecinesi per posizionare il suo cervello all'interno della vasca, fondendo la sua psiche con quella di Oleander. In una fusione delle loro menti, che si manifesta come un enorme circo fatto di carne, Raz scopre che la malvagità di Oleander nasce da traumi infantili dovuti al padre macellaio, che aveva ucciso i suoi conigli davanti ai suoi occhi, amplificati dallo psitanio: il ragazzo e una versione più giovane del Coach si ritrovano quindi ad affrontare versioni distorte e mostruose dei loro rispettivi padri, che in seguito si fondono insieme.
All'ultimo appare ad aiutare Raz il vero Augustus, anche lui uno psichico, che usa le sue capacità per permettere al figlio di abbattere il mostro e sconfiggere una volta per tutte i demoni personali del Coach. Augustus, confessando di aver impedito a Raz di sviluppare le sue potenzialità da psichico solo per proteggerlo dai numerosi nemici della loro famiglia, si riappacifica con il figlio.
Alla cerimonia di chiusura del campo Oleander confessa, ormai pentito e libero della sua infermità mentale, e chiede perdono per il suo comportamento, mentre l'agente Cruller dà ufficialmente il benvenuto a Raz negli Psiconauti. Il ragazzo saluta un'ultima volta Lili e si prepara a lasciare il campo con suo padre, ma improvvisamente arriva la notizia che Truman Zanotto, il Gran Capo degli Psiconauti e padre di Lili, è stato catturato. Così, Raz e i suoi nuovi compagni Psiconauti prendono il volo per la loro nuova missione.

## Modalità di gioco
Il gameplay ruota attorno all'atmosfera surreale del gioco e le capacità psichiche del protagonista Razputin "Raz" Aquato: nel corso dell'avventura, infatti, Raz apprende numerose abilità, ma quella fondamentale è la capacità di entrare nella psiche dei numerosi personaggi non-giocanti, accedendo ai vari livelli effettivi del gioco.
Di conseguenza la personalità dei personaggi "visitati" influenza sia il gameplay che l'atmosfera, passando da ambientazioni solari e stili di gioco fortemente arcade-platform a locazioni cupe e livelli più ragionativi e così via.
Alcuni esempi: un'ambientazione è costituita da un cubo di Rubik sospeso nel nulla. Colpendo vari interruttori questo modifica la sua forma cambiando completamente la conformazione del livello.
Un livello situato nella mente di un pittore ha l'aspetto di una cittadella sudamericana "dipinta", in cui tutte le texture sono realizzate con uno stile "pittorico" ed è sufficiente disegnare qualcosa su un muro perché questa appaia realmente.
Un livello è impostato come una partita ad un gioco da tavolo strategico (del tutto inventato) in cui si deve sia giocare effettivamente la partita muovendo i pezzi fra le varie caselle, sia esplorare queste ultime in una tipica struttura platform.
L'elemento più particolare di Psychonauts è l'atmosfera: lo stile generale è apparentemente comico-infantile (secondo gli schemi classici del genere platform), tuttavia, a seconda della personalità dei personaggi la cui mente costituisce i vari livelli, l'atmosfera può facilmente cambiare passando dal demenziale esasperato al magico fino ai toni cupi e inquietanti che caratterizzano gli incubi che il protagonista dovrà visitare, le ambientazioni infatti riflettono in maniera simbolica i ricordi e la personalità dei vari personaggi visitati.
L'ambientazione principale del gioco è il mondo reale dal quale, attraverso i personaggi che lo popolano, si accede ai dieci livelli veri e propri (i mondi mentali).
Il mondo reale è un'area molto vasta liberamente esplorabile e ricca di attività facoltative (come cercare oggetti e bonus vari) o del tutto inutili (come dialogare con i personaggi, scovare easter egg, ecc.).
I mondi mentali invece sono ambientazioni surreali più circoscritte la cui struttura si basa sempre su un'idea di base, legata al personaggio nella cui mente è ambientato il livello (vedere sopra alcuni esempi).
Come si è detto il gioco è un ibrido fra diversi generi. Nel dettaglio:
Elementi platform: il gioco è principalmente un platformer 3D. Il protagonista è in grado di saltare e compiere varie acrobazie come in ogni titolo di questo genere. Nel corso del gioco apprende varie abilità utili a superare i vari ostacoli e a liberarsi degli avversari.
La struttura dei livelli richiede un'attenta osservazione delle ambientazioni e delle possibilità che offrono per raggiungere le varie aree, caratteristica tipica dei platform resa più interessante dalla conformazione surreale ed imprevedibile delle ambientazioni (che oltretutto giustifica alcune soluzioni caratteristiche del genere come piattaforme sospese nel nulla ecc.)
Elementi di avventura: il gioco include numerosi enigmi, generalmente legati alla logica di ogni livello (ancora una volta vedere sopra per alcuni esempi). Gli enigmi vengono risolti perlopiù tramite l'utilizzo di oggetti o dei poteri, ma spesso sono anche legati a vere e proprie azioni di gioco. Altra caratteristica tipica delle avventure grafiche è la presenza di dialoghi multi-risposta, più che altro inutili ai fini del completamento del gioco ed umoristici. Notare che l'autore, Tim Schafer, è stato il creatore di alcuni dei pilastri del genere adventure come Grim Fandango, Day of the Tentacle ed, in parte, anche Monkey Island.
Elementi di GDR: essenzialmente l'elemento GdR principale è la crescita del protagonista indicata dal rango raggiunto (caratteristica tipica dei giochi di ruolo).
Salendo di rango, Raz acquisisce nuovi poteri e potenziamenti. Se i primi sono necessari al superamento dei livelli e la risoluzione degli enigmi, i secondi -ed il conseguimento del rango massimo: 100- sono assolutamente facoltativi e costituiscono una sfida extra.
È anche possibile spendere quanto trovato nel corso dei viaggi mentali o l'esplorazione del mondo reale per acquistare vari oggetti più o meno utili, tuttavia questa caratteristica non è molto sfruttata.

### Poteri apprendibili da Raz
Raggio PSI: questo potere viene insegnato a Raz da Sasha, durante il livello ambientato nella sua mente. Grazie ad esso, Raz può colpire i nemici con un raggio proiettato dalla sua mente. Con il primo potenziamento tale raggio rimbalza su tre nemici, con il secondo può rimbalzare su ben 6 nemici, diventando molto più potente.
Levitazione: questo potere viene insegnato a Raz da Milla, durante il livello nella sua mente. Raz può creare un pallone sul quale può rimbalzare per raggiungere punti sopraelevati o fluttuare usandolo come un palloncino. Con i potenziamenti successivi, il pallone diventa un'arma d'attacco.
Telecinesi: Raz acquisisce questo potere dopo aver raggiunto un certo rango di psicosfida. Grazie ad esso, Raz può manipolare e scagliare i nemici contro altri e contro pareti solide per apportare loro danno, la telecinesi permette anche di risolvere molti enigmi del gioco.
Pirocinesi: Raz acquisisce questo potere dopo aver raggiunto un certo rango di psicosfida. Grazie ad esso, Raz può incendiare oggetti e nemici o risolvere alcuni enigmi.
Invisibilità: Raz acquisisce questo potere dopo aver raggiunto un certo rango di psicosfida. Grazie ad esso, Raz può diventare invisibile e fuggire dai nemici senza essere visto. L'invisibilità è necessaria per la risoluzione di molti enigmi importanti del gioco.
Scudo: Raz ottiene questo potere nel livello ambientato nella mente del pesce gigante. Permette a Raz di creare uno scudo indistruttibile per un tempo limitato, che potrà essere potenziato così da respingere i nemici fino ad apportar loro danno.
Chiaroveggenza: Raz ottiene questo potere nel livello ambientato nella mente di Boyd. Consente a Raz di vedere con gli occhi di un'altra persona, o di un animale o di una cosa. È essenziale per la scoperta di oggetti, zone e scenette segrete.
Confusione: Raz ottiene questo potere nel livello ambientato nella mente di Edgar. Grazie ad esso, Raz può lanciare delle granate confusionali che mettono i nemici uno contro l'altro. Confondendo personaggi secondari, è possibile sbloccare molte scenette.

## Accoglienza
La rivista Play Generation diede alla versione per PlayStation 2 un punteggio di 90/100, trovandolo un gioco originale, evocativo, a tratti esilarante, un platform senza eguali ma non perfetto tecnicamente e solamente in inglese.